# Synagelides gambosus
Synagelides gambosus là một loài nhện trong họ Salticidae.
Loài này thuộc chi Synagelides. Synagelides gambosus được Xie & Chang-Min Yin miêu tả năm 1990.